# Alexandra Byrne
Alexandra Byrne (1962) é uma figurinista britânica. Venceu o Oscar de melhor figurino na edição de 2008 por Elizabeth: The Golden Age.